# 第41回スプリンターズステークス
2007年9月30日に施行された第41回スプリンターズステークスについて記述する。

## レース施行前の状況
最終登録時点で、フルゲート16頭に対し38頭の登録があった。海外からは3頭が予備登録を行っていたが、馬インフルエンザの影響で全馬が出走を辞退、4年ぶりに外国馬の出走なしで行われることになった。また地方競馬との交流も馬インフルエンザ発生以降は断っていたためステップ競走への出走も不可能となり出走馬は無かった。
馬インフルエンザの影響で、同年の高松宮記念を制したスズカフェニックス、2着のペールギュントなどの調整が遅れたため、混戦が予想されていた。そんななか、同年のサマースプリントシリーズチャンピオンであるサンアディユや、前年に阪神ジュベナイルフィリーズで2着に入った3歳馬アストンマーチャン、初の1200メートル出走ながら2連勝中で勢いに乗るキングストレイルなどに注目が集まった。

## 出走馬と枠順
天気：雨、馬場状態：不良
| 枠番 | 馬番 | 競走馬名           | 性齢 | 騎手     | オッズ・人気  | 調教師     |
| ---- | ---- | ------------------ | ---- | -------- | ------------- | ---------- |
| 1    | 1    | アイルラヴァゲイン | 牡5  | 松岡正海 | 11.1（05人）  | 手塚貴久   |
| 1    | 2    | プリサイスマシーン | 牡8  | 安藤勝己 | 15.1（07人）  | 萩原清     |
| 2    | 3    | アグネスラズベリ   | 牝6  | 角田晃一 | 29.9（10人）  | 西浦勝一   |
| 2    | 4    | オレハマッテルゼ   | 牡7  | 蛯名正義 | 41.8（12人）  | 音無秀孝   |
| 3    | 5    | タマモホットプレイ | 牡6  | 石橋脩   | 113.9（16人） | 南井克巳   |
| 3    | 6    | サンアディユ       | 牝5  | 川田将雅 | 3.6（01人）   | 音無秀孝   |
| 4    | 7    | アストンマーチャン | 牝3  | 中舘英二 | 5.6（03人）   | 石坂正     |
| 4    | 8    | エムオーウイナー   | 牡6  | 池添謙一 | 64.6（14人）  | 服部利之   |
| 5    | 9    | アンバージャック   | 牡4  | 木幡初広 | 69.8（15人）  | 中野隆良   |
| 5    | 10   | コイウタ           | 牝4  | 吉田隼人 | 21.2（08人）  | 奥平雅士   |
| 6    | 11   | ペールギュント     | 牡5  | 上村洋行 | 21.6（09人）  | 橋口弘次郎 |
| 6    | 12   | ローエングリン     | 牡8  | 四位洋文 | 49.6（13人）  | 伊藤正徳   |
| 7    | 13   | メイショウボーラー | 牡6  | 福永祐一 | 32.9（11人）  | 白井寿昭   |
| 7    | 14   | クーヴェルチュール | 牝3  | 後藤浩輝 | 13.5（06人）  | 国枝栄     |
| 8    | 15   | スズカフェニックス | 牡5  | 武豊     | 5.2（02人）   | 橋田満     |
| 8    | 16   | キングストレイル   | 牡5  | 田中勝春 | 7.0（04人）   | 藤沢和雄   |

- アンバージャックは柴田善臣が落馬負傷のため木幡初広に乗り替わった。

## レース結果

### レース展開
好スタートを切ったのはローエングリンであったが、その後は控え代わりに先頭に立ったのはアストンマーチャンであった。同馬の鞍上の中舘は、積極的に手綱をしごきながらスピードで押し切る戦法を用いた。その後も同馬が先頭のまま直線に入るも、失速せずにスピードで押し切りそのままゴールイン。2着には1番人気のサンアディユ。2番人気で高松宮記念馬のスズカフェニックスは9着に終わった。

### レース着順
| 着順 | 枠番 | 馬番 | 競走馬名           | タイム | 着差   |
| ---- | ---- | ---- | ------------------ | ------ | ------ |
| 1    | 4    | 7    | アストンマーチャン | 1:09.4 |        |
| 2    | 3    | 6    | サンアディユ       | 1:09.5 | 3/4    |
| 3    | 1    | 1    | アイルラヴァゲイン | 1:09.6 | クビ   |
| 4    | 8    | 16   | キングストレイル   | 1:09.6 | アタマ |
| 5    | 3    | 5    | タマモホットプレイ | 1:09.8 | 1      |
| 6    | 6    | 12   | ローエングリン     | 1:09.8 | ハナ   |
| 7    | 1    | 2    | プリサイスマシーン | 1:09.8 | アタマ |
| 8    | 7    | 14   | クーヴェルチュール | 1:10.0 | 1      |
| 9    | 8    | 15   | スズカフェニックス | 1:10.0 | アタマ |
| 10   | 6    | 11   | ペールギュント     | 1:10.1 | 3/4    |
| 11   | 5    | 10   | コイウタ           | 1:10.1 | クビ   |
| 12   | 5    | 9    | アンバージャック   | 1:10.2 | 1/2    |
| 13   | 2    | 3    | アグネスラズベリ   | 1:10.3 | 3/4    |
| 14   | 2    | 4    | オレハマッテルゼ   | 1:11.7 | 9      |
| 15   | 7    | 13   | メイショウボーラー | 1:11.9 | 1      |
| 16   | 4    | 8    | エムオーウイナー   | 1:13.2 | 8      |

#### データ
| 600 m通過タイム     | 33.1秒（アストンマーチャン） |
| 上がり4ハロン       | 47.1秒                       |
| 上がり3ハロン       | 36.3秒                       |
| 優勝馬上がり3ハロン | 36.3秒                       |

### 払戻
| 単勝式 | 7     | 560円    |
| 複勝式 | 7     | 230円    |
| 複勝式 | 6     | 170円    |
| 複勝式 | 1     | 300円    |
| 枠連   | 3-4   | 1,130円  |
| 馬連   | 6-7   | 1,180円  |
| ワイド | 6-7   | 530円    |
| ワイド | 1-7   | 1,130円  |
| ワイド | 1-6   | 800円    |
| 馬単   | 7-6   | 2,940円  |
| 3連複  | 1-6-7 | 3,800円  |
| 3連単  | 7-6-1 | 15,960円 |

## 達成された記録
- 騎手の中舘英二はヒシアマゾン勝利した1994年エリザベス女王杯以来13年ぶりGI勝利、通算3勝目。
- 調教師の石坂正は第34回(優勝馬ダイタクヤマト)以来7年ぶりのスプリンターズS優勝で、GⅠ昇格後2024年まで同レース史上唯一の隔年制覇となっている
- 3歳（旧4歳）牝馬の優勝は1992年ニシノフラワー以来15年ぶり5頭目で、2024年現在最後。
  - 3歳の優勝馬も、この後ピクシーナイトまで14年間現れなかった。
- 不良馬場の影響か、勝ちタイム1:09.4は国際GⅠ指定後の同レース最遅記録となっている[1]

## エピソード
本競走で1,2着に入線したアストンマーチャンとサンアディユは翌年も現役を続けたが、2着のサンアディユは3月9日に心不全より死亡し、1着のアストンマーチャンはX大腸炎を発症して4月21日急性心不全より死亡した。GIレース上位入線馬における早世は第47回皐月賞に次ぐ不慮な出来事であった。

## テレビ・ラジオ中継
本レースのテレビ・ラジオ放送の実況担当者
- ラジオNIKKEI：小林雅巳
- フジテレビ
  - 実況：吉田伸男
  - 解説：吉田均（トラックマン）
  - 勝利ジョッキーインタビュー：佐野瑞樹